# Gawriił Popow (kompozytor)
Gawriił Nikołajewicz Popow (ros. Гавриил Николаевич Попов, ur. 30 sierpnia?/12 września 1904 w Nowoczerkasku, zm. 17 lutego 1972 w Riepinie koło Petersburga) – rosyjski kompozytor; Zasłużony Działacz Sztuk RFSRR (1947).

## Życiorys
W latach 1917–1922 studiował grę na fortepianie i kompozycję w Konserwatorium Dońskim w Rostowie nad Donem u Matwieja Presmana. W latach 1922–1930 kontynuował studia w Konserwatorium Leningradzkim u Leonida Nikołajewa, Władimira Szczerbaczowa i Maksymiliana Sztajnberga. Po ukończeniu studiów został wykładowcą w Centralnym Technikum Muzycznym.
Jego pierwsze kompozycje spotkały się z pozytywnym przyjęciem krytyki, porównywano go z Dmitrijem Szostakowiczem, lecz już w roku 1935 prawykonanie I Symfonii przyniosło mu krytykę ze strony zwolenników socrealizmu.
W czasie II wojny światowej został ewakuowany do Ałma-Aty, w roku 1944 zamieszkał w Moskwie.
W roku 1946 jego II Symfonia została odznaczona nagrodą Stalinowską. W roku 1948 jego twórczość została znów poddana gwałtownej krytyce i stała się przedmiotem uchwały KC WKP(b) z dnia 10 lutego 1948 o operze Wielka Przyjaźń Wano Muradelego. Wraz z Siergiejem Prokofiewem i Dmitrijem Szostakowiczem został zaliczony do kompozytorów-formalistów. Przyczyniło to się do popadnięcia w alkoholizm. Dopiero w ostatnich latach życia stworzył wiele wartościowych utworów.

## Twórczość
Był twórcą ponad 60 opusów, w tym 7 symfonii, koncertów instrumentalnych z orkiestrą, utworów fortepianowych, kameralnych, chóralnych, a także muzyki do filmów i spektakli teatralnych (m.in. do filmu Wiatr ze wschodu).
Jego dzieła zapomniane przez wiele lat, na początku XXI wieku powracają do repertuaru koncertowego i ukazują się na płytach.

## Muzyka filmowa
- 1933: Moja ojczyzna
- 1937: Łąki Bieżyńskie
- 1940: Wiatr ze wschodu
- 1966: Bajka o carze Sałtanie